# Lijst van voetbalinterlands Polen - Zweden
Deze lijst van voetbalinterlands is een overzicht van alle officiële voetbalwedstrijden tussen de nationale teams van Polen en Zweden. De landen hebben tot op heden 28 keer tegen elkaar gespeeld. De eerste ontmoeting was een vriendschappelijke wedstrijd en werd gespeeld in Stockholm op 28 mei 1922. Het laatste duel, een kwalificatiewedstrijd voor het Wereldkampioenschap voetbal 2022, vond plaats op 29 maart 2022 in Chorzów.

## Wedstrijden
| №  | Plaats          | Datum             | Competitie           | Wedstrijd      | Uitslag |
| -- | --------------- | ----------------- | -------------------- | -------------- | ------- |
| 1  | Stockholm       | 28 mei 1922       | Vriendschappelijk    | Zweden − Polen | 1 − 2   |
| 2  | Krakau          | 1 november 1923   | Vriendschappelijk    | Polen − Zweden | 2 − 2   |
| 3  | Stockholm       | 18 mei 1924       | Vriendschappelijk    | Zweden − Polen | 5 − 1   |
| 4  | Krakau          | 1 november 1925   | Vriendschappelijk    | Polen − Zweden | 2 − 6   |
| 5  | Stockholm       | 3 oktober 1926    | Vriendschappelijk    | Zweden − Polen | 3 − 1   |
| 6  | Katowice        | 1 juli 1928       | Vriendschappelijk    | Polen − Zweden | 2 − 1   |
| 7  | Stockholm       | 28 september 1930 | Vriendschappelijk    | Zweden − Polen | 0 − 3   |
| 8  | Warschau        | 10 juli 1932      | Vriendschappelijk    | Polen − Zweden | 2 − 0   |
| 9  | Stockholm       | 23 mei 1934       | Vriendschappelijk    | Zweden − Polen | 4 − 2   |
| 10 | Warschau        | 23 juni 1937      | Vriendschappelijk    | Polen − Zweden | 3 − 1   |
| 11 | Stockholm       | 14 september 1947 | Vriendschappelijk    | Zweden − Polen | 5 − 4   |
| 12 | Stockholm       | 7 oktober 1964    | Vriendschappelijk    | Zweden − Polen | 3 − 3   |
| 13 | Wrocław         | 18 mei 1966       | Vriendschappelijk    | Polen − Zweden | 1 − 1   |
| 14 | Stuttgart       | 26 juni 1974      | WK 1974              | Zweden − Polen | 0 − 1   |
| 15 | Wrocław         | 12 november 1977  | Vriendschappelijk    | Polen − Zweden | 2 − 1   |
| 16 | Malmö           | 21 augustus 1985  | Vriendschappelijk    | Zweden − Polen | 1 − 0   |
| 17 | Solna           | 7 mei 1989        | WK 1990 kwalificatie | Zweden − Polen | 2 − 1   |
| 18 | Chorzów         | 25 oktober 1989   | WK 1990 kwalificatie | Polen − Zweden | 0 − 2   |
| 19 | Gdynia          | 21 augustus 1991  | Vriendschappelijk    | Polen − Zweden | 2 − 0   |
| 20 | Solna           | 7 mei 1992        | Vriendschappelijk    | Zweden − Polen | 5 − 0   |
| 21 | Solna           | 22 mei 1997       | Vriendschappelijk    | Zweden − Polen | 2 − 2   |
| 22 | Chorzów         | 31 maart 1999     | EK 2000 kwalificatie | Polen − Zweden | 0 − 1   |
| 23 | Stockholm       | 9 oktober 1999    | EK 2000 kwalificatie | Zweden − Polen | 2 − 0   |
| 24 | Solna           | 11 juni 2003      | EK 2004 kwalificatie | Zweden − Polen | 3 − 0   |
| 25 | Chorzów         | 10 september 2003 | EK 2004 kwalificatie | Polen − Zweden | 0 − 2   |
| 26 | Solna           | 5 juni 2004       | Vriendschappelijk    | Zweden − Polen | 3 − 1   |
| 27 | Sint-Petersburg | 23 juni 2021      | EK 2020              | Zweden – Polen | 3 − 2   |
| 28 | Chorzów         | 29 maart 2022     | WK 2022 kwalificatie | Polen − Zweden | 2 − 0   |

## Samenvatting
| Competitie        | Totaal gespeeld | Winst Polen | Gelijk | Winst Zweden | Doelsaldo Polen – Zweden |
| ----------------- | --------------- | ----------- | ------ | ------------ | ------------------------ |
| WK-eindronde      | 1               | 1           | 0      | 0            | 1 − 0                    |
| WK-kwalificatie   | 3               | 1           | 0      | 2            | 3 − 4                    |
| EK-eindronde      | 1               | 0           | 0      | 1            | 2 − 3                    |
| EK-kwalificatie   | 4               | 0           | 0      | 4            | 0 − 8                    |
| Vriendschappelijk | 19              | 7           | 4      | 8            | 35 − 44                  |
| Totaal            | 28              | 9           | 4      | 15           | 41 − 59                  |

## Details

### Twintigste ontmoeting
| Vriendschappelijk (Solna, Zweden, 7 mei 1992): |              | |
| Zweden | 5 – 0        | Polen |
| Kennet Andersson 9' Kennet Andersson 25' Klas Ingesson 44' Martin Dahlin 62' Stefan Pettersson 70'                                                                   | goals        | |
| Tommy Svensson | bondscoach   | Andrzej Strejlau |
| Thomas Ravelli Roland Nilsson Jan Eriksson Patrik Andersson Stefan Schwarz Klas Ingesson Stefan Rehn Roger Ljung Martin Dahlin Kennet Andersson Stefan Petterson 77' | opstellingen | Kazimierz Sidorczuk Tomasz Wałdoch Roman Szewczyk Piotr Soczyński Piotr Jegor Robert Warzycha 46' Dariusz Skrzypczak Piotr Czachowski Jacek Ziober 46' Andrzej Juskowiak Roman Kosecki |
| Johnny Ekström 77' | wissels      | 46' Janusz Góra 46' Jerzy Podbrożny |
| - Debuut van Andrzej Juskowiak (Lech Poznań) voor Polen. |              | |

### 26ste ontmoeting
| Vriendschappelijk (Solna, Zweden, 5 juni 2004):             |       |                     |
| Zweden                                                      | 3 – 1 | Polen               |
| Henrik Larsson 42' Andreas Jakobsson 54' Marcus Allbäck 72' | goals | 89' Damian Gorawski |

Poolse voetbalbond · A-internationals · Selecties · Statistieken · Pools vrouwenelftal · Olympisch elftal · Polen U21 · Polen U20 · Polen U19 · Polen U18 · Polen U17 · Polen U16
1921 – 1929 ·
1930 – 1939 ·
1940 – 1949 ·
1950 – 1959 ·
1960 – 1969 ·
1970 – 1979 ·
1980 – 1989 ·
1990 – 1999 ·
2000 – 2009 ·
2010 – 2019 ·
2020 – 2029
EK 2008 · 
EK 2012 · 
EK 2016 · 
EK 2020
WK 1938 ·
WK 1974 ·
WK 1978 ·
WK 1982 ·
WK 1986 ·
WK 2002 ·
WK 2006 ·
WK 2018
OS 1924 ·
OS 1936 ·
OS 1972 ·
OS 1976 ·
OS 1992
1921 · 
1922 · 
1923 · 
1924 · 
1925 · 
1926 · 
1927 · 
1928 · 
1929 · 
1930 · 
1931 · 
1932 · 
1933 · 
1934 · 
1935 · 
1936 · 
1937 · 
1938 · 
1939 · 
1940–1946 · 
1947 · 
1948 · 
1949 · 
1950 · 
1951 · 
1952 · 
1953 · 
1954 · 
1955 · 
1956 · 
1957 · 
1958 · 
1959 · 
1960 · 
1961 · 
1962 · 
1963 · 
1964 · 
1965 · 
1966 · 
1967 · 
1968 · 
1969 · 
1970 · 
1971 · 
1972 · 
1973 · 
1974 · 
1975 · 
1976 · 
1977 · 
1978 · 
1979 · 
1980 · 
1981 · 
1982 · 
1983 · 
1984 · 
1985 · 
1986 · 
1987 · 
1988 · 
1989 · 
1990 · 
1991 · 
1992 · 
1993 · 
1994 · 
1995 · 
1996 · 
1997 · 
1998 · 
1999 · 
2000 · 
2001 · 
2002 · 
2003 · 
2004 · 
2005 · 
2006 · 
2007 · 
2008 · 
2009 · 
2010 · 
2011 · 
2012 · 
2013 · 
2014 ·
2015 ·
2016 ·
2017 ·
2018 ·
2019 ·
2020 ·
2021
Albanië ·
Algerije ·
Andorra ·
Argentinië ·
Armenië ·
Australië ·
Azerbeidzjan ·
België ·
Bolivia ·
Bosnië en Herzegovina ·
Brazilië ·
Bulgarije ·
Canada ·
Chili ·
China ·
Colombia ·
Costa Rica ·
Cyprus ·
DDR ·
Denemarken ·
Duitsland ·
Ecuador ·
Egypte ·
Engeland ·
Estland ·
Faeröer · 
Finland ·
Frankrijk ·
Georgië ·
Gibraltar ·
Griekenland ·
Guatemala ·
Haïti ·
Hongarije ·
Ierland ·
India ·
Irak ·
Iran ·
Israël ·
Italië ·
Ivoorkust ·
IJsland ·
Japan ·
Joegoslavië ·
Kameroen ·
Kazachstan ·
Koeweit ·
Kroatië ·
Letland ·
Libië ·
Liechtenstein ·
Litouwen ·
Luxemburg ·
Marokko ·
Malta ·
Mexico ·
Moldavië ·
Montenegro ·
Nederland ·
Nieuw-Zeeland ·
Nigeria ·
Noord-Ierland ·
Noord-Korea ·
Noord-Macedonië ·
Noorwegen ·
Oekraïne ·
Oostenrijk ·
Peru ·
Portugal ·
Roemenië ·
Rusland ·
San Marino ·
Saoedi-Arabië · 
Schotland ·
Senegal ·
Servië ·
Servië en Montenegro · 
Singapore ·
Slovenië ·
Slowakije ·
Sovjet-Unie ·
Spanje ·
Thailand · 
Tsjechië ·
Tsjecho-Slowakije ·
Tunesië ·
Turkije ·
Uruguay ·
Verenigde Arabische Emiraten ·
Verenigde Staten ·
Wales ·
Wit-Rusland ·
Zuid-Afrika ·
Zuid-Korea ·
Zweden ·
Zwitserland
België (1982) ·
Colombia (2018) ·
Costa Rica (2006) ·
Duitsland (2006) ·
Duitsland (2008) ·
Duitsland (2016) ·
Ecuador (2006) ·
Frankrijk (1982) ·
Frankrijk (2022) ·
Griekenland (2012) ·
Italië (1982, 1) ·
Italië (1982, 2) ·
Japan (2018) ·
Kameroen (1982) ·
Kroatië (2008) ·
Noord-Ierland (2016) ·
Oostenrijk (2008) ·
Peru (1982) ·
Rusland (2012) ·
Senegal (2018) ·
Slowakije (2021) ·
Sovjet-Unie (1982) ·
Spanje (2021) ·
Tsjechië (2012) ·
Zweden (2021)
SvFF · A-internationals · Selecties · Bondscoaches · Zweeds vrouwenelftal · Olympisch elftal · Zweden U21 · Zweden U20 · Zweden U19 · Zweden U18 · Zweden U17 · Zweden U16 · Vrouwen U17
1908 – 1919 ·
1920 – 1929 ·
1930 – 1939 ·
1940 – 1949 ·
1950 – 1959 ·
1960 – 1969 ·
1970 – 1979 ·
1980 – 1989 ·
1990 – 1999 ·
2000 – 2009 ·
2010 – 2019 ·
2020 − 2029
EK 1960 · 
EK 1964 · 
EK 1968 · 
EK 1972 · 
EK 1976 · 
EK 1980 · 
EK 1984 · 
EK 1988 · 
EK 1992 ·
EK 1996 · 
EK 2000 ·
EK 2004 ·
EK 2008 ·
EK 2012 · 
EK 2016 · 
EK 2020
WK 1930 · 
WK 1934 ·
WK 1938 ·
WK 1950 ·
WK 1954 · 
WK 1958 ·
WK 1962 · 
WK 1966 · 
WK 1970 ·
WK 1974 ·
WK 1978 ·
WK 1982 · 
WK 1986 · 
WK 1990 ·
WK 1994 ·
WK 1998 · 
WK 2002 ·
WK 2006 ·
WK 2010 · 
WK 2014 · 
WK 2018
OS 1908 · 
OS 1912 · 
OS 1920 · 
OS 1924 · 
OS 1928 · 
OS 1932 · 
OS 1936 · 
OS 1948 · 
OS 1952 · 
OS 1956 · 
OS 1964 · 
OS 1968 · 
OS 1972 · 
OS 1976 · 
OS 1980 · 
OS 1984 · 
OS 1988 · 
OS 1992 · 
OS 1996 · 
OS 2000 · 
OS 2004 · 
OS 2008 · 
OS 2012 · 
OS 2016
1908 · 
1909 · 
1910 · 
1911 · 
1912 · 
1913 · 
1914 · 
1915 · 
1916 · 
1917 · 
1918 · 
1919 · 
1920 · 
1921 · 
1922 · 
1923 · 
1924 · 
1925 · 
1926 · 
1927 · 
1928 · 
1929 · 
1930 · 
1931 · 
1932 · 
1933 · 
1934 · 
1935 · 
1936 · 
1937 · 
1938 · 
1939 · 
1940 ·
1941 ·
1942 ·
1943 ·
1944  ·
1945 · 
1946 · 
1947 · 
1948 · 
1949 · 
1950 · 
1952 · 
1952 · 
1953 · 
1954 · 
1955 · 
1956 · 
1957 · 
1958 · 
1959 ·
1960 · 
1961 · 
1962 · 
1963 · 
1964 · 
1965 · 
1966 · 
1967 · 
1968 · 
1969 ·
1970 · 
1971 · 
1972 · 
1973 · 
1974 · 
1975 · 
1976 · 
1977 · 
1978 · 
1979 ·
1980 · 
1981 · 
1982 · 
1983 · 
1984 · 
1985 · 
1986 · 
1987 · 
1988 · 
1989 · 
1990 · 
1991 · 
1992 · 
1993 · 
1994 · 
1995 · 
1996 · 
1997 · 
1998 · 
1999 · 
2000 · 
2001 · 
2002 · 
2003 · 
2004 · 
2005 · 
2006 · 
2007 · 
2008 · 
2009 · 
2010 · 
2011 · 
2012 · 
2013 · 
2014 · 
2015 · 
2016 · 
2017 · 
2018 ·
2019 ·
2020 ·
2021
Albanië ·
Algerije ·
Argentinië ·
Armenië ·
Australië ·
Azerbeidzjan ·
Bahrein ·
Barbados ·
België ·
Bosnië en Herzegovina ·
Botswana ·
Brazilië ·
Bulgarije ·
Chili ·
China ·
Colombia ·
Costa Rica ·
Cuba ·
Cyprus ·
DDR ·
Denemarken ·
Duitsland ·
Ecuador ·
Egypte ·
Engeland ·
Estland ·
Faeröer ·
Finland ·
Frankrijk ·
Georgië ·
Griekenland ·
Hongarije ·
Ierland ·
IJsland ·
Iran ·
Israël ·
Italië ·
Ivoorkust ·
Jamaica ·
Japan ·
Joegoslavië ·
Jordanië ·
Kameroen ·
Kazachstan ·
Kosovo ·
Kroatië ·
Letland ·
Liechtenstein ·
Litouwen ·
Luxemburg ·
Maleisië ·
Malta ·
Mexico ·
Moldavië ·
Montenegro ·
Nederland ·
Nieuw-Zeeland ·
Nigeria ·
Noord-Ierland ·
Noord-Korea ·
Noord-Macedonië ·
Noorwegen ·
Oekraïne ·
Oezbekistan ·
Oman ·
Oostenrijk ·
Paraguay ·
Peru ·
Polen ·
Portugal ·
Qatar ·
Roemenië ·
Rusland ·
San Marino ·
Saoedi-Arabië ·
Schotland ·
Senegal ·
Servië ·
Singapore ·
Slovenië ·
Slowakije ·
Sovjet-Unie ·
Spanje ·
Syrië ·
Thailand ·
Trinidad en Tobago ·
Tsjechië ·
Tsjecho-Slowakije ·
Tunesië ·
Turkije ·
Uruguay ·
Venezuela ·
Verenigde Arabische Emiraten ·
Verenigde Staten ·
Verenigd Koninkrijk ·
Wales ·
Wit-Rusland ·
Zuid-Afrika ·
Zuid-Korea ·
Zwitserland
Brazilië (1958) ·
Duitsland (2006) ·
Duitsland (2018) ·
Engeland (2006) ·
Engeland (2012) ·
Engeland (2018) ·
Frankrijk (2012) ·
Griekenland (2008) ·
Ierland (2016) ·
Italië (2016) ·
Mexico (2018) ·
Oekraïne (2012) ·
Oekraïne (2021) ·
Paraguay (2006) ·
Polen (2021) ·
Rusland (2008) ·
Slowakije (2021) ·
Spanje (2008) ·
Spanje (2021) ·
Trinidad en Tobago (2006) ·
Zuid-Korea (2018) ·
Zwitserland (2018)